# München (2005.)
München (eng. Munich) je drama redatelja  Stevena Spielberga iz 2005. o masakru izraelskih sportaša na  Olimpijskim igrama u Münchenu 1972. i tajne osvetničke operacije koju je naredila izraelska vlada. Priča govori o grupi ubojica, koje predvodi bivši agent Mossada, "Avner" (Eric Bana), koji pronalaze i ubijaju pripadnike  Crnog rujna za koje se smatra da su odgovorni za ubojstvo 11 izraelskih sportaša. Film je nominiran za pet Oscara.
Prvi dio filma, koji govori o talačkoj krizi, je povijesno vjerodostojan. Drugi dio filma, koji opisuje odgovor izraelske vlade, kritičari i kolumnisti su dovodili u pitanje. Spielberg je drugi dio filma opisao kao "povijesnu fikciju", rekavši kako je film inspiriran stvarnim izraelskim operacijama poznatima pod nazivom "Operacija Božji gnjev".

## Pregled
Film je zasnovan na knjizi  kanadskog novinara Georgea Jonasa, Vengeance: The True Story of an Israeli Counter-Terrorist Team. Sama knjiga temeljena je na iskazima Yuvala Aviva, koji je tvrdio da je bio agent Mossada. U knjizi, Avivovu priču pripovijeda protagonist zvan "Avner". Jonasova knjiga prvo je ekranizirana kao televizijski film iz 1986., Sword of Gideon, sa Steveom Bauerom i  Michaelom Yorkom u glavnim ulogama, u režiji Michaela Andersona.
Film je sniman na raznim lokacijama na  Malti (koje su trebale prikazati Tel Aviv, Bejrut, Cipar,  Atenu i Rim),  Budimpešti (koja je trebala zamijeniti London, Rim, Pariz i njemački aerodrom Fürstenfeldbruck), Parizu i New Yorku.
U američkim kinima film je prošao dosta loše, zaradivši oko 43,5 milijuna dolara, što je bilo oko tri četvrtine budžeta (75 milijuna). Međutim, film je relativno dobro prošao u Europi, s 130,346,986 dolara.

## Radnja
Film počinje s opisom maskara u Münchenu 1972., popraćenih s isječcima iz tadašnjih novina i televizijskih vijesti. Nakon ubojstava, izraelska vlada sprema tajnu operaciju usmjerenu na ubojstva vođa  Crnog rujna koji su isplanirali napad. Za vođu operacije izabran je nižerangirani Mossadov agent Avner Kaufman, koji je rođen u Izraelu, ali vuče podrijetlo iz  Njemačke. Kako izraelska vlada ne bi bila upetljana u ubojstva, Avner službeno istupa iz Mossada, a njegova ekipa obavlja svoje operacije bez povezanosti s Mossadom ili izraelskom vladom. Upute i novac dobivaju preko sefova u  švicarskoj banci, a nekoliko se puta sastaju s Mossadovim rukovoditeljem, Ephraimom.
Ekipu čine Steve,  južnoafrički vozač; Hans, krivotvoritelj dokumenata; Robert,  belgijski proizvođač igračaka specijaliziran za eksplozive; i Carl, koji "čisti" nakon operacija. Kako bi našli jedanaest članova Crnog rujna, Avner plaća velike iznose  francuskom doušniku i poduzetniku, Louisu. Grupa putuje u Rim kako bi pronašli i ubili jednog od članova Crnog rujna, koji tamo radi kao prevoditelj i pjesnik. Ekipa nakon toga odlazi u Pariz, gdje podmeću bombu koja ranjava člana  palestinskog Fataha, koji kasnije podliježe ozljedama. Kreću na Cipar gdje ubijaju agenta KGB-a, podmetnuvši mu bombu pod krevet. Međutim, eksploziv je prejak i umalo ubija i Avnera koji se nalazio u susjednoj sobi, što prouzročava sumnje u Louisa koji je podmetnuo eksploziv. Nakon što je Louis dao grupi informacije o tri Palestinca u Bejrutu, Kamalu Adwanu, Kamalu Naseru i Abu Yusefu Najjaru, Epharim im prvo zabranjuje da pođu u arapsku zemlju. Međutim, popušta uz uvjet da grupu prate izraelski specijalci. U Bejrutu, Steve, Robert i Avner se sastaju s grupom izraelskih specijalaca (među kojima je i budući premijer Ehud Barak), uspijevaju pronaći trojicu lidera te ubijaju njih, ali i nevine prolaznike i susjede.
Ekipa kreće u  Atenu gdje je Louis pronašao otrcani apartman koji bi im trebao poslužiti kao sigurna kuća. Tijekom noći, trojica pripadnika PLO-a, koji su također unajmili apartman kao sigurnu kuću, upadaju u stan. Nakon nervoznih prijetnji pištoljima, Avner smiruje situaciju rekavši kako su oni kolege militantni revolucionari. Avner počinje razgovor o  bliskoistočnoj politici s vođom druge grupe. Ali govori strastveno o  Gazi i  Zapadnoj obali, koje naziva rodnim krajem. Avnerova grupa obavlja sljedeće ubojstvo. U očajničkom pokušaju, Hans ulazi u hotel, pa u sobu u kojoj je KGB-ov kontakt, baca granatu u sobu i aktivira fosforne granate skrivene u televizoru, ubivši zamjenu za KGB-ova agenta kojeg su prije ubili. Tijekom bijega, ekipa razmjenjuje vatru s Palestincima, a Carl ubija Alija.
Louis konačno dostavlja informaciju o Salamehu, organizatoru minhenskog masakra. Avner saznaje kako CIA možda ima veze sa Salamehom. Grupa odlazi u London kako bi pronašla Salameha, ali ne uspijevaju ga ubiti, najvjerojatnije zbog CIA-ine intervencije. Avner postaje sve više paranoičan jer samu ekipu hvata grupa ubojica. Carla ubija jedna  Nizozemka, profesionalna ubojica. Ekipa počinje slijediti njezine tragove te je nalaze i ubijaju kao osvetu za Carlovu smrt. Kasnije je Hans je pronađen izboden do smrti, a Robert je poginuo od bombe u radionici. Kad su dva preostala plaćenika pronašla Salameha u dobro čuvanoj rezidenciji u  Španjolskoj, u namjeri ih ometu Salamehovi čuvari. Avner počinje panično pucati i pogađa jednog od čuvara, za kojeg se ispostavlja da je mladić. Stražari uzvraćaju vatru, a Avner i Steve jedva uspijevaju pobjeći.
Vrativši se u Izrael, a kasnije u svoj novi dom u Brooklyn svojoj ženi i djetetu, Avner postaje deprimiran. Počinju ga mučiti paranoični strahovi o sigurnosti svoje obitelji, vraćaju mu se slike masakra u Münchenu te se počinje pitati o moralnosti ubojstava koje je počinio i vrijednosti misije. Njegov rukovoditelj, Ephraim, dolazi u SAD kako bi nagovorio Avnera da se ponovno pridruži Mossadu, ali Avner odbija. U zadnjoj sceni filma, prikazuje se zgrada  Ujedinjenih naroda, a kamera onda prelazi na pogled na New York, na kojem se vide i tornjevi  Svjetskog trgovačkog centra. Pojavljuje se postskriptum: "Ubijeno je devet od jedanaest Palestinaca koji su planirali otmicu", a riječi "devet... jedanaest" (iz prvog reda) pojavljuju se točno ispod tornjeva blizanaca.

## Kritike
Roger Ebert hvalio je film te ga stavio na treće mjesto najboljih filmova 2005. James Berardinelli film je ocijenio pozitivno, a bio je to jedini film kojem je dao četiri zvjezdice te ga uvrstio u top 100 najboljih filmova svih vremena. Kritičar Entertaimnent Weekleyja, Owen Gleiberman, rekao je kako je München najbolji film 2005. Rex Reed iz New York Observera pripada grupi kritičara kojima se film nije svidio: "Bez srca, bez ideje i s mnogo materijala za debatu, München je veliko razočaranje."

### Nagrade i nominacije
Steven Spielberg zaradio je nominacije za režiju za nagrade Oscar, Zlatni globus i DGA nagradu. Osim za režiju, film je bio nominiran za Oscara u kategorijama najboljeg filma, montaže, glazbe (John Williams) i adaptiranog scenarija.

## Povijesna autentičnost
Iako je München fikcija, isto tako opisuje mnoge stvarne događaje i ličnosti iz ranih sedamdesetih. Na izraelskoj strani, prikazuje se premijerka Golda Meir te drugi vojni i politički čelnici kao što su državni tajnik Meir Shamgar i čelnik Mossada Zvi Zamir. Redatelj je pokušao rekonstruirati otmicu i ubojstvo izraelskih sportaša. Za razliku od ranijeg filma, 21 Hours at Munich, Spielbergov film prikazuje ubojstvo svih izraelskih sportaša što je točno prema obdukciji. Osim toga, film koristi i isječke iz vijesti o otmici sportaša.
Imena članova  Crnog rujna, i njihove smrti, većinom su točni. Abdel Wael Zwaiter, prevoditelj iz  libijskog veleposlanstva u Rimu, pogođen je 12 puta u predvorju svog apartmana 41 dan nakon Münchena. 8. prosinca iste godine Mahmoud Hamshiri, viši član PLO-a, ubijen je u Parizu bombom skrivenom u njegovom telefonu. U tom razdoblju ubijeni su i Mohammed Boudia, Basil al-Kubasi, Abad al-Chir i Zaid Muchassi, a neka od tih ubojstava opisana su u filmu. Ali Hassan Salameh također je bio stvarna osoba i poznati član Crnog rujna. Ubijen je bombom u Bejrutu 1979.

## Glumci
- Eric Bana - Avner Kaufman
- Daniel Craig - Steve
- Ciaran Hinds - Carl
- Mathieu Kassovitz - Robert
- Hanns Zischler - Hans
- Geoffrey Rush - Ephraim
- Michael Lonsdale - Papa
- Ayelet Zurer - Daphna (Avnerova žena)
- Marie-Josee Croze - Jeanette (Nizozemka ubojica)
- Yvan Attal - Tony
- Matthieu Amalric - Louis
- Gila Almagor - Avnerova majka
- Lynn Cohen - Golda Meir
- Moritz Bleibtreu - Andreas

## Vanjske poveznice
- [neaktivna poveznica]
- München u internetskoj bazi filmova IMDb-a
- München na Rotten Tomatoes
- "Spielberg takes on terror"  Arhivirana inačica izvorne stranice od 17. svibnja 2008. (Wayback Machine), Time, 12. prosinca 2005.
- "The Lessons of Munich"  Arhivirana inačica izvorne stranice od 7. lipnja 2007. (Wayback Machine), Diskusija o filmu u časopisu Foreign Policy
- Recenzija The Spectatora, 14. siječnja 2006.  Arhivirana inačica izvorne stranice od 19. veljače 2007. (Wayback Machine)
- Recenzija na PopMattersu
- A delicate balance: Showing both sides of the '72 Olympic massacre is Spielberg's big challenge  Arhivirana inačica izvorne stranice od 27. travnja 2006. (Wayback Machine) - Recenzija na Newsday.com
- "Munich" not what conservatives say, pozitivna recenzija filma izraelskog komentatora Alana D. Abbeyja na "Ynetnews.com".
- "Movie-2-DVD Special: Spielberg's Munich"  Arhivirana inačica izvorne stranice od 16. kolovoza 2007. (Wayback Machine), Povijesna pozadina i informacije o lokacijama.
- IMDB link na dokumentarac dobitnik Oscara "One Day in September" o minhenskom masakru